# IC 3591
IC 3591 ist eine irreguläre Zwerggalaxie mit ausgedehnten Sternentstehungsgebieten vom Hubble-Typ IBm im Sternbild Jungfrau auf der Ekliptik. Sie ist schätzungsweise 70 Millionen Lichtjahre von der Milchstraße entfernt und hat einen Durchmesser von etwa 30.000 Lichtjahren. Die Entfernungsmessungen basierend auf den Radialgeschwindigkeiten stimmen nicht mit den rotverschiebungsunabhängigen Entfernungsschätzungen von 45 ± 16 Millionen Lichtjahren überein. Unter der Katalognummer VCC 1699 ist sie als Mitglied des Virgo-Galaxienhaufens gelistet.

Im selben Himmelsareal befinden sich u. a. die Galaxien NGC 4570, NGC 4588, IC 3521, IC 3576.
Das Objekt wurde am 8. November 1899 vom deutschen Astronomen Arnold Schwassmann entdeckt.